# Thorsten Bischoff

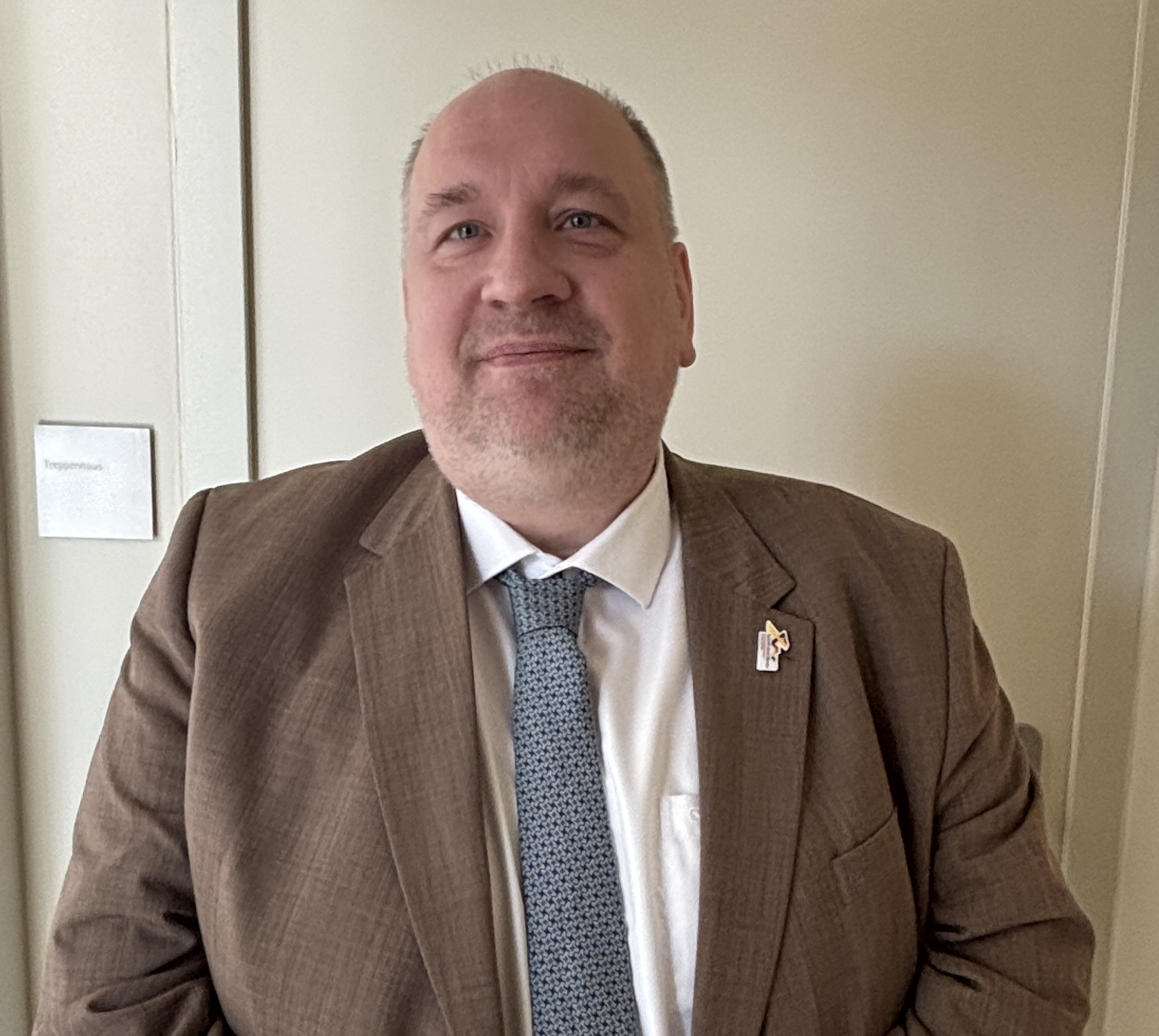
Thorsten Bischoff (2025)

Thorsten Bischoff (* 4. Februar 1975 in Kaiserslautern) ist ein deutscher politischer Beamter (SPD). Seit 2022 ist er saarländischer Staatssekretär und Bevollmächtigter des Saarlandes beim Bund.

## Leben
Bischoff legte im Jahr 1994 das Abitur ab. Er studierte in den Jahren 1994 bis 1995 Volkswirtschaftslehre sowie von 1995 bis 2002 Politik- und Informationswissenschaft sowie Neuere Geschichte an der Universität des Saarlandes in Saarbrücken, ohne jedoch einen Abschluss zu erreichen. Ab 2002 war er Leiter Öffentlichkeitsarbeit und Kommunikation der SPD Saarland. In den Jahren 2012 bis 2014 war er Referatsleiter „Presse- und Öffentlichkeitsarbeit“ im Ministerium für Wirtschaft, Arbeit, Energie und Verkehr des Saarlandes sowie stellvertretender Regierungssprecher des Kabinetts Kramp-Karrenbauer II. Von 2014 bis 2018 war er Referatsleiter „Öffentlichkeitsarbeit und Digitale Kommunikation“, stellvertretender Leiter der „Leitungseinheit Kommunikation“ sowie ab 2016 zudem Referatsleiter „Bürgerkommunikation“ im Bundesministerium der Justiz und für Verbraucherschutz unter Minister Heiko Maas, als dessen Vertrauter er gilt. Von 2018 bis 2022 war er Dienststellenleiter der Vertretung des Saarlandes beim Bund.
Am 26. April 2022 berief die Ministerpräsidentin des Saarlandes, Anke Rehlinger, Bischoff zum Staatssekretär und zum Bevollmächtigten des Saarlandes beim Bund. In diesen Funktionen ist er weiteres Mitglied der Landesregierung des Saarlandes.
Bischoff ist evangelisch.